# Nort Londejl (Čikago)
Nort/Severni Londejl (engl. North Lawndale) je jedna od sedamdeset sedam gradskih oblasti u Čikagu. Nalazi se na zapadnom delu grada Čikaga.

## Istorija
Ovaj deo grada je nekada bio deo Sisera, ali je pripojen Čikagu u drugoj polovini 19. veka. Broj stanovnika počeo je da raste posle 1871, nakon velikog požara u Čikagu. Krajem devetnestog veka u ovoj oblasti je živeo veliki broj Čeha, koji su posle 1900. počeli da se sele zapadno.
U dvadesetim godinama dvadesetog veka u Nort Londejl počinju da se doseljavaju Jevreji koji su u periodu od 1918. do 1955. bili najbrojnija etnička grupa u ovom delu grada, čineći čak 25% ukupne jevrejske populacije u Čikagu.
Pedesetih godina dvadesetog veka u ovu oblast se sa američkog juga i iz drugih delova Čikaga počinju doseljavati crnci. U periodu od 1950. do 1960. udeo belaca u Nort Londejlu opao je sa 90% na samo 9%.
Šezdesetih i sedamdesetih godina Nort Londejl počinje da propada, čemu su naročito doprineli crnački nemiri 1968. Broj stanovnika Nort Londejla je sa 124.000 u 1960. pao na samo 41.000 u 2000. godini.

## Populacija
- 1930: 112,261 (belci 99.6%, crnci 0.3%)
- 1960: 124,937 (belci 8.6%, crnci 91.1%)
- 1990: 47,296 (belci 1.7%, crnci 96.3%)
- 2000: 41,768 (belci 2.5%, crnci 94.2%)[1]